# Janis Kirastas
Janis Kirastas (ur. 25 października 1952 w Pireusie, zm. 1 kwietnia 2004 w Atenach) – grecki piłkarz grający na pozycji pomocnika i trener.

## Kariera
Rozpoczynał karierę w Olympiakosie Pireus. Debiutował w pierwszym zespole w grudniu 1972. Grając na pozycji prawego obrońcy, świętował wraz z Olympiakosem cztery tytuły mistrzowskie (1972, 1974, 1975 i 1980) oraz zdobycie dwóch Pucharów Grecji (1975 i 1980). W 1980 przeszedł do Panathinaikosu Ateny. W tej drużynie występował na środku obrony i również sięgał po znaczące sukcesy - mistrzostwo Grecji 1984 i 1986, Puchar Grecji 1982, 1984 i 1986, półfinał Pucharu Europy Mistrzów Klubowych 1985. Był kapitanem Panathinaikosu. Zakończył karierę w 1986 r. - rozegrał łącznie 378 meczów w lidze, zdobywając przy tym 5 bramek.
Wystąpił także w 39 meczach reprezentacji Grecji. Uczestniczył w turnieju finałowym Mistrzostw Europy w 1980 we Włoszech.
Po zakończeniu kariery zawodniczej podjął pracę trenerską. Początkowo prowadził kluby w niższych ligach; w I lidze pracował od 1994 z Ethnikosem Pireus, Paniliakosem, Panioniosem GSS, Iraklisem. W latach 1999–2001 był trenerem Panathinaikosu Ateny, doprowadził drużynę tego klubu m.in. do ćwierćfinału rozgrywek Ligi Mistrzów 2002 (odszedł przed zakończeniem sezonu).